# Antônio Paiva de Sampaio
 Antônio Paiva de Sampaio (Rio Grande do Sul, 30 de dezembro de 1877  — São Paulo, 7 de dezembro de 1959) foi um coronel do Exército Brasileiro.

## Biografia
Antônio Paiva de Sampaio nasceu no Rio Grande do Sul, em 30 de dezembro de 1877, filho de Olegário Antônio de Sampaio e Rita Alves Paiva de Sampaio. Era irmão de Antero Paiva de Sampaio e Gabriel Paiva de Sampaio.
De família com tradição militar, Antônio Paiva de Sampaio era neto do patrono da Infantaria do Exército Brasileiro, o brigadeiro Antônio de Sampaio (1810-1866), morto na Batalha de Tuiuti durante a Guerra do Paraguai. Seu pai, Olegário Antônio de Sampaio, era general de brigada de Infantaria do Exército Brasileiro e teve atuação destacada na repressão à Revolta da Armada (1893) e na Guerra de Canudos (1897).
Em 15 de fevereiro de 1895 ingressou no Exército Brasileiro, por meio da Escola de Sargentos do Exército, concluindo o curso em 1897. Atuou como porta bandeiras no mesmo regimento comandado pelo seu pai. Naquele mesmo ano, no 7º Batalhão de Infantaria, já como 2º sargento, atuou na Guerra de Canudos, ocorrida no sertão da Bahia, onde teve atuação destacada, recebendo elogios e recomendações de seus comandantes.
Em 1898 foi promovido a 1º sargento. Ainda daquele ano, matriculou-se na então Escola Tática e Preparatória do Realengo. Em novembro daquele ano, durante esse curso chegou a ser preso por alguns dias por conta de faltas disciplinares junto a outros alunos da escola.
Em 1900 ingressou na Escola de Oficiais do Exército, na então Escola Militar do Brazil. Em 25 de fevereiro de 1903 passou a condição de alferes-aluno. Em novembro de 1904, o então alferes-aluno do 9º batalhão de infantaria tomou parte da chamada Revolta da Vacina, tendo sido preso após debelado o movimento, porém, foi anistiado no ano seguinte. Em 1906, com a extinção da Escola Militar do Brazil, prosseguiu o curso geral na Escola de Artilharia e Engenharia do Realengo. No final daquele ano concluiu o curso, diplomando-se em matemática e ciências físicas, sendo declarado aspirante na arma da artilharia. No final daquela década realizou ainda curso de Estado-Maior.
Em 10 de janeiro de 1907 foi promovido a 2º tenente. Nesse período serviu no 2º Batalhão de Engenharia, 37º Batalhão de Infantaria, entre outras unidades. Em fevereiro daquele ano solicitou transferência para a arma da infantaria.
Em janeiro de 1909 foi nomeado instrutor militar do Colégio Anchieta, em Nova Friburgo. Naquele mesmo ano foi classificado na 10ª Cia Isolada do Exército em São Paulo.
Em 1911 teve uma breve passagem como assistente na Comissão de Linhas Telegráficas e Estratégicas do Mato Grosso ao Amazonas, conhecida como Comissão Rondon, iniciada em 1907.
Em 1912, servindo na 10ª Cia de Caçadores da 10ª Região Militar, atuou na repressão à Revolta do Contestado. Ainda naquele ano, integrou uma missão militar comandada pelo então coronel Cândido Rondon para a pacificação dos índios Caingans.
Em 6 de fevereiro de 1913 foi promovido a 1º tenente, por estudos, e classificado como assistente do Estado-Maior da 10ª Região Militar.
Em 15 de março de 1915 foi nomeado ajudante de ordens do quartel general do comando da 6ª região militar.
Em 1916, ficou adido ao 53º Batalhão de Caçadores. No ano seguinte, foi nomeado assistente do Estado-Maior da 6ª Região Militar.
Em 8 de setembro de 1918 foi promovido a capitão, por estudos, na sequência foi designado para a 3ª Cia do 43º Batalhão de Caçadores.
Em outubro de 1920 foi condecorado com a Medalha Militar de Prata. Ainda naquele ano foi nomeado para o 4º Batalhão de Caçadores, então sediado em São Paulo. Em julho de 1922, o então capitão do 4º B.C. atuou junto às forças legalistas que combateram a sedição de militares no Mato Grosso, no contexto da Revolta Tenentista ocorrida naquele ano.
Em maio de 1923 foi classificado na 3ª Cia do 4º Batalhão de Caçadores. Em dezembro daquele ano foi classificado para o comando da Cia de metralhadoras mista do batalhão.
Na Revolução de 1924, o então capitão do 4º B.C. atuou junto às forças legais na repressão aos revoltosos. Naquele conflito, o seu batalhão esteve integrado à Brigada do general-de-brigada Tertuliano de Albuquerque Potyguara. Os primeiros combates de sua tropa contra os rebeldes ocorreram na defesa do próprio quartel do batalhão, na época sediado no Bairro de Sant'Ana em São Paulo, sob o comando do coronel Martins Cruz, e junto a demais oficiais do batalhão, como os capitães Grimualdo Favilla e Abílio Pereira de Rezende. Posteriormente, atuou na defesa do Palácio dos Campos Elíseos, sede do governo estadual, e também garantido a proteção do então presidente estadual Carlos de Campos. O capitão e o seu batalhão receberam expressivos elogios do comandante daquela brigada por sua atuação no combate aos rebeldes, conforme o boletim de desligamento, datado de julho daquele ano:
| “ | Seja desligado da brigada conforme ordem do sr. commdante da Divisão em Operações, o 4.o B.C. que, desde 13 do corrente, vinha servindo sob o meu comando. Cumpro-me agradecer e louvar o sr. capitão Antônio Paiva de Sampaio, comandante do 4.o, seus officiaes e praças pelo concurso que prestaram. Não obstante o pequeno effectivo, o 4.o B.C. foi grande pela sua bravura, pelo seu amor a ordem, pelo cumprimento do dever, nunca medindo sacrifícios. Não é a primeira vez que tenho o grato prazer de ter sob meu commando o capitão Sampaio, que, oriundo de uma família de bravos, manteve com o mesmo brilho o legado honroso de seus antepassados. Despeço-me com saudades do 4.o B.C., tornando extensivo os meus elogios a todos officiaes e praças pela bravura com que sempre se bateram. - (a) Tertuliano de Albuquerque Potyguara, general de brigada. | ” |

Em 22 de outubro de 1924 foi promovido a major, por merecimento. Entre 1925 e 1927 foi subcomandante do 4º B.C de São Paulo.
Em julho de 1928, recebeu a Medalha Militar de Ouro, por decisão do Supremo Tribunal Militar (STM). Em 12 de outubro daquele ano, foi promovido por merecimento a tenente-coronel, e nomeado para servir na 3º Brigada de Infantaria.
Em 1929, foi nomeado para o comando do 4º B.C. de São Paulo. E no ano seguinte, realizou o curso da Escola de Aperfeiçoamento de Oficiais.
Na Revolução de 1930, ao lado do governo, combateu os rebeldes no oeste paulista. Naquele ano, chegou a ser cogitado pelo general Pedro Aurélio de Góis Monteiro para o comando da 2ª Região Militar, mas declinou do convite.
Em 1931, designado ao 26º B.C em Belém, no Pará. Em agosto daquele ano, foi promovido a coronel e designado para o comando do 6º Regimento, no 20º de Caçadores.
Em dezembro de 1931, passou para a reserva militar de 1ª classe.
Com a deflagração da Revolução Constitucionalista, ocorrida em 9 de julho de 1932, o então coronel da reserva do Exército Brasileiro aderiu ao levante e foi designado para o comando do destacamento respectivo a região de Cruzeiro, na fronteira com o Estado de Minas Gerais. O "Destacamento Sampaio" cobriu a Serra da Mantiqueira, o Túnel da Mantiqueira e a Garganta Embaú. Na segunda fase da guerra o seu destacamento fez a resistência em Guaratinguetá, cobrindo o flanco direito paulista. As suas tropas exerceram fundamental defesa contra a ofensiva governista naquelas posições, em particular, no setor do Túnel da Mantiqueira, situado na divisa entre as cidades de Cruzeiro e Passa Quatro, uma posição que começou a ser disputada em 16 de julho de 1932. Lá as tropas do coronel Sampaio construíram uma robusta linha de resistência, em posições privilegiadas e com sólidas fortificações, balizada sobre os picos da Serra da Mantiqueira e, principalmente, na região acima do túnel, na chamada Garganta do Embaú, na fronteira com Minas Gerais, que foi um dos pontos mais visados pelos adversários governistas, que estavam em maior número e com abundantes recursos bélicos.
Sobre a notável resistência de suas tropas no Túnel da Mantiqueira afirmou:
| “ | Depois da Guerra do Paraguai e de Canudos, o maior episódio militar verificado no Brasil foi a resistência do Túnel. Dutra comandava cerca de sete mil homens e do lado de cá eu e meus bravos companheiros não éramos mais de dois mil e quinhentos. Sob verdadeiras chuvas de granadas e balas de fuzil, passamos muitos dias e noites. Ninguém deu mostras de fraqueza. Severo Fournier, Saldanha da Gama e João Batista Prado escreveram, com sangue, no Túnel, lindas páginas de heroísmo. | ” |

Em 12 de setembro de 1932 aquela posição ficou ameaçada, pois o corte na retaguarda era iminente após a queda do flanco esquerdo da linha de defesa paulista situada na cidade de Pinheiros (atualmente, distrito de Lavrinhas) na região da vila "Capela do Jacu", situado ao norte daquela cidade. Diante da gravidade da situação, o comando do Exército Constitucionalista deu ordem para recuo geral para retificar a linha de defesa das tropas paulistas. A nova posição ficou estabelecida em Engenheiro Neiva, em Guaratinguetá, cujas trincheiras e fortificações havia sido previamente preparadas. Naquela cidade, o Destacamento Sampaio cobriu o flanco direito paulista, a partir da estrada de rodagem até próximo à Serra da Quebra Cangalha, fazendo ligação com o Destacamento comandado pelo coronel Mário da Veiga Abreu. Essa posição foi a mais visada pela infantaria e artilharia governista.
Na véspera do fim do conflito, ocorrido em 2 de outubro, o coronel Sampaio foi um dos comandantes que se recusaram a apoiar as tratativas para o armistício com os governistas. Porém, uma vez consumada a rendição e seguindo orientação do comandante do setor, o coronel Euclides Figueiredo, resignou-se em sua residência na capital paulista, comunicando o fato às autoridades, posteriormente se apresentou espontaneamente ao comando da 2ª Região Militar disposto a assumir as responsabilidades pela sua participação na revolta. Findo efetivamente o conflito, foi preso e depois desligado do Exército. Em agosto de 1934 foi anistiado e reincorporado ao Exército na sua condição anterior.
Para o coronel, o levante de 1932 atingiu o seu objetivo primário a despeito da derrota militar, conforme concluiu:
| “ | Não posso, nem devo, citar fatos isolados. Todos foram grandes. Magníficos soldados. Patriotas, valentes, aguerridos e humanos. Orgulho-me de ter comandado um pugilo de homens excepcionais. Perdemos quatrocentos e cinqüenta homens. Homens na verdadeira acepção do vocábulo. Que Deus tenha suas almas sob sua santa guarda. O sacrifício desses heróis redundou em algo de benéfico para o Brasil. O objetivo foi alcançado e eu vivo feliz por isto. | ” |

Em 1933, junto a outros oficias veteranos da Revolução Constitucionalista, organizou a “Caixa Beneficente 9 de julho” para angariar fundos em suporte a famílias de ex-combatentes do Exército Constitucionalista que na ocasião passavam por sérias dificuldades financeiras como consequência direta do conflito.
Era entusiasta e assíduo participante das comemorações e eventos relativos ao 9 de julho em São Paulo. Também fez parte da associação dos veteranos de 32. Ainda atuou em comissões visando à criação de monumentos e museus em memória da Revolução Constitucionalista de 1932, incluindo o Obelisco do Ibirapuera.
Em maio de 1944, passou a condição de oficial reformado do Exército Brasileiro. Naquele período, fez parte do conselho fiscal do Hospital de Medicina e Cirurgia do Instituto Paulista S/A.
Faleceu em São Paulo, em 7 de dezembro 1959. Foi sepultado no dia 9 de dezembro no Cemitério do Araçá, na capital paulista, tendo sua missa de sétimo dia realizada na igreja São Geraldo, no bairro Perdizes. Ainda naquele mês, em 18 de dezembro, a Sociedade de Veteranos de 32 MMDC realizou sessão especial solene em homenagem ao finado comandante de infantaria.
Era casado com Maria Lurdes de Souza Barros e Amaral de Sampaio (uma descendente de Brás Cubas), com quem teve os filhos Antônio Amaral Sampaio (notório diplomata brasileiro, falecido em 2010), Maria Ruth Amaral Sampaio (professora aposentada da Universidade de São Paulo) e Tadeu Amaral Sampaio (falecido em 2012).

## Homenagens
Em sua homenagem, foi denominada uma avenida como "comandante Antônio de Paiva Sampaio" no Parque Vitória, na cidade de São Paulo-SP. Em sua memória, há também a Escola Estadual de 1º Grau Coronel Antonio de Paiva Sampaio (antigo Grupo Escolar de Quitaúna fundado em 1969), no Bairro Quitaúna, em Osasco-SP, da qual é patrono desde 1977.